# سارا غراند
سارا غراند (بالإنجليزية: Sarah Grand)‏ (10 يونيو 1854 في المملكة المتحدة - 12 مايو 1943، كان في المملكة المتحدة)؛ روائية بريطانية.